# You Are
You Are è un singolo del cantante statunitense Lionel Richie, pubblicato nel 1983 ed estratto dall'album Lionel Richie.

## Tracce
1. You Are
2. You Mean More to Me

## Classifiche
| Classifica (1983) | Posizione massima |
| ----------------- | ----------------- |
| Regno Unito       | 43                |
| Stati Uniti       | 4                 |